# Tall at-Tut
Tall at-Tut (arab. تل التوت) – miejscowość w Syrii, w muhafazie Hama. W 2004 roku liczyła 1923 mieszkańców.